# Väinö Hakkila

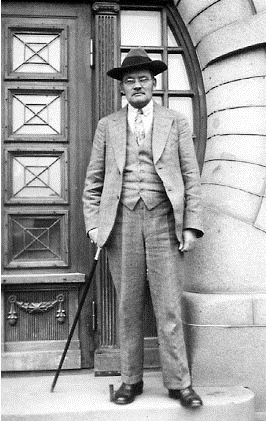
Väinö Hakkila

Väinö Pietari Hakkila (Lempäälä, 29 juni 1882 - Orivesi, 18 juli 1958) was een Fins sociaaldemocratisch politicus.
Väinö Hakkila studeerde filosofie en rechten aan de Universiteit van Helsinki. Van 1919 tot 1945 en van 1948 tot 1957 was hij afgevaardigde van de Sociaaldemocratische Partij (SDP) in het Finse parlement (Eduskunta). Van 1929 tot 1932 was hij vicevoorzitter en van 1936 tot 1944 was hij parlementsvoorzitter. 
In het kabinet Tanner (1926-1927) was Hakkila minister van Justitie.
Naast zijn politieke carrière was Hakkila ook rechter. Hij was onder andere rechter in Tampere.
In juli 1930 werd hij door de extreemrechtse Lapua-beweging ontvoerd en naar Lapua gebracht, waar hij werd mishandeld. Deze mishandeling, alsmede de ontvoering van ex-president Ståhlberg leidde tot grote protesten in Finland. Uiteindelijk werd de Lapua-beweging in 1932 verboden, maar herleefde als de IKL (Finse Patriottische Volksbeweging).
In 1939 reisde hij als onderdeel van de Finse delegatie (waar onder andere ook Paasikivi en Tanner deel van uitmaakten) naar Moskou. De delegatie kon een oorlog met de grote Russische buur echter niet voorkomen.
Tijdens de Winteroorlog (1939-1940) en de Vervolgoorlog (1941-1944) nam Hakkila een anti-Russische houding aan. 

## Trivia
Op 21 juli 1941 schreef Väinö Hakkila in de sociaaldemocratische krant Suomen Sosiali-demokraatti: "De natie die die het meeste fit en klaar is voor de strijd, de Duitse natie, vernietigt op dit ogenblik met zijn stalen leger onze traditionele, altijd verraderlijke en bedrieglijke vijand." (d.i. de Sovjet-Unie) (Bron: A Short History of Finland by Fred Singleton) Deze woorden van Hakkila vertolkten wat de meeste Finnen op dat moment dachten. Korte tijd later mengde ook Finland zich in de strijd tegen de Sovjet-Unie om de verloren gegane gebieden uit de Winteroorlog te heroveren.